# Ibolyakék pirókpinty
Az ibolyakék pirókpinty (Melopyrrha violacea)  a madarak osztályának verébalakúak (Passeriformes) rendjébe és a tangarafélék (Thraupidae) családjába tartozó nem.

## Rendszerezése
A fajt Carl von Linné svéd természettudós írta le 1758-ben, a Loxia  nembe Loxia violacea néven. Besorolása vitatott, sorolják a Loxigilla nembe Loxigilla violacea néven, de szerepel a Pyrrhulagra nemben Pyrrhulagra violacea néven is.

## Alfajai
- Melopyrrha violacea violacea (Linnaeus, 1758) - a Bahama-szigetek északi és középső szigetei
- Melopyrrha violacea ofella (Buden, 1986) - a Bahama-szigetek déli szigetei és a Turks- és Caicos-szigetek
- Melopyrrha violacea maurella (Wetmore, 1929) - Tortue-sziget (Hispaniola északnyugati partvidéke mellett)
- Melopyrrha violacea affinis (Ridgway, 1898) - Hispaniola
- Melopyrrha violacea ruficollis (J. F. Gmelin, 1789) - Jamaica [3]

## Előfordulása
A Bahama-szigetek, a Kajmán-szigetek, a Dominikai Köztársaság, Haiti, Jamaica, a Turks- és Caicos-szigetek területén honos. 
Természetes élőhelyei a szubtrópusi és trópusi síkvidéki és hegyi esőerdők, száraz erdők és cserjések, valamint vidéki kertek és másodlagos erdők. Állandó, nem vonuló faj.

## Megjelenés
Testhossza 18 centiméter.

## Természetvédelmi helyzete
Az elterjedési területe nagyon nagy, egyedszáma pedig stabil. A Természetvédelmi Világszövetség Vörös listáján nem fenyegetett fajként szerepel.